# Jaromír Dvořák (politik)
Jaromír Dvořák (* 20. března 1961) je český regionální politik a pedagog. Od roku 2010 působí jako starosta Nového Boru a je předsedou Sdružení obcí Libereckého kraje (SOLK). Kontinuálně od roku 2004 je krajským zastupitelem Libereckého kraje. Původní profesí je středoškolský učitel, 23 let vyučoval na Obchodní akademii Česká Lípa.
První politické angažmá Jaromír Dvořáka byla úspěšná kandidatura do krajského zastupitelstva Libereckého kraje v roce 2004 na kandidátce Strany pro otevřenou společnost (člen strany). V roce 2008 tento mandát obhájil. Od roku 2010 je členem Starostů pro Liberecký kraj (SLK) a v jejích řadách úspěšně obhajoval mandát krajského zastupitele i nadále (2012, 2016 a 2020). V letech 2013 a 2017 neúspěšně kandidoval do PSP ČR.
Také ve volbách v roce 2024 obhájil z pozice člena hnutí SLK post zastupitele Libereckého kraje.
Od roku 2006 je zastupitelem města Nový Bor, mandát obecního zastupitele pravidelně obhajuje. Kontinuálně od roku 2010 je také starostou města. Je ženatý a má syna a dceru.